# Ощеже
Ощеже (пол. Oszczerze) — село в Польщі, у гміні Ґрембкув Венґровського повіту Мазовецького воєводства.
Населення — 103 особи (2011).
У 1975-1998 роках село належало до Седлецького воєводства.

## Демографія
Демографічна структура станом на 31 березня 2011 року:
|          | Загалом | Допрацездатний вік | Працездатний вік | Постпрацездатний вік |
| -------- | ------- | ------------------ | ---------------- | -------------------- |
| Чоловіки | 48      | 12                 | 30               | 6                    |
| Жінки    | 55      | 13                 | 27               | 15                   |
| Разом    | 103     | 25                 | 57               | 21                   |